# Pecan Acres
Pecan Acres est une census-designated place située dans les comtés de Tarrant et de Wise, dans l’État du Texas, aux États-Unis. Sa population s’élevait à 4 099 habitants lors du recensement de 2010.